# Уран-235
Уран-235 (235U) е изотоп на урана. Той е единственото атомно гориво, което се среща на Земята в естествен вид. Присъства в находищата, смесен с още два естествени изотопа – 238U и 234U в следното процентно съотношение:
- Масова част (на английски: mass fraction) (238U) = 99,275% (период на полуразпад – 4,5 милиарда години)
- Масова част (235U) = 0,72% (период на полуразпад – 700 милиона години)
- Масова част (234U) = 0,006% (период на полуразпад – 245 500 години)

Съществуват находища с по-ниско съдържание на 235U (в Габон, Африка). Това се дължи на факта, че някога тези находища са били естествени атомни реактори и част от изотопа е изгорял докато са били активни.

## Произход
Предполага се, че уранът и другите тежки елементи на Земята са се образували при взрива на една или повече свръхнови звезди, които са сгъстили първичните газови облаци преди образуването на Слънчевата система.
Съвременното съотношение на двата дългоживеещи изотопа 235U и 238U и измервания на отношенията на продуктите на разпада им позволяват да се изчисли възрастта на Слънчевата система (на около 5 милиарда години) и времето на взрива на свръхновата звезда, създал тези изотопи (преди 6 – 7 милиарда години).

## Ядрени свойства

### Радиоактивно разпадане
Основната реакция на радиоактивен разпад на 235U е алфа-разпад. Ядрото се разцепва на алфа-частица (ядро на хелий-4) и 231Th.
За разлика от тежкия изотоп вероятността за спонтанно разцепване (разцепване на две тежки ядра и отделяне на 2 – 3 неутрона) е много ниска. Поради това в силно обогатения уран излъчването на неутрони е много ниско. Това позволява конструирането на атомна бомба, използваща артилерийско сглобяване.

### Неутронни реакции
Когато неутрон попадне в ядрото на 235U, то се разцепва на две леки ядра, като се отделят и 2 – 3 неутрона с енергия около 1 MeV. Двете тежки ядра имат случайна маса, като едното има атомна маса около 90 – 100, а другото има по-голяма. Енергията, която се отделя при тази реакция е голяма – около 200 MeV. Основна част от нея се трансформира в кинетична енергия на разлитащите се тежки ядра.
Вероятността за тази реакция зависи от енергията на разцепващия неутрон. Тя се измерва с единицата барн, а функцията, описваща тази вероятност, се нарича неутронно сечение. За бързи неутрони (с енергия от 0,1 до 10 MeV) тази вероятност е около 1 барн, докато за топлинни неутрони (енергия от 0 до 10 eV) достига 1000 барна, т.е. когато неутронът се забави до скоростта на газовите молекули при стайна температура, вероятността за разцепване се повишава до 1000 пъти.

## Значение
Като единствен естествен материал, който може да участва във верижна реакция, 235U има ключово значение за всички процеси свързани с използване на атомна енергия – най-вече създаването на ядрени оръжия и атомната енергетика.
В естествения уран обаче верижна реакция не протича. Това се дължи на това, че част от бързите неутрони се поглъщат от тежкия изотоп 238U и го трансформират в плутоний.
Има два възможни начина за достигане на критично състояние:
1. Поради удобното свойство на 235U да се разцепва много лесно от топлинни неутрони, може да бъде смесен естествен уран с вещество, което силно забавя неутрони, без да ги поглъща. Има две технологично удобни вещества за целта – химически чист графит или тежка вода.
2. Да се повиши процентното съдържание на 235U чрез обогатяване на естествения уран. Когато процентното съдържание на 235U достигне 1,5%, за забавител на неутрони може да се използва и обикновена вода, а ако е над 20%, може да се достигне критична маса и без забавител.

## Употреба
Когато една държава (или друг вид обществена група) иска да придобие атомна бомба, тя има 3 сравнително удобни начина да постигне самостоятелно тази цел, като и трите пътища преминават през употреба на 235U:
1. Пречистване на графит и построяване на графитен реактор, използващ за гориво естествен уран. Това е технологично най-лесният начин за усвояване на атомната енергия. Като резултат може да се получава енергия от реактора и плутоний от използваното гориво. Това е началната технология за САЩ, СССР, Великобритания и Франция (първите им реактори са от такъв тип, а първите им атомни бомби са от плутоний). От такъв тип е авариралият реактор в Чернобил.
2. Развитие на технологии за получаване на тежка вода – изотопно обогатяване на водорода или друга – и построяване на реактор, използващ естествен уран и забавител тежка вода. Канада строи реакторите си по този начин. Индия произвежда плутоний за бомбите си от тежководен реактор, закупен от Канада. Израел също добива плутоний за бомбите си от собствения си тежководен реактор в Димона.
3. Обогатяване на уран, тоест, разделяне на изотопите на урана. Този начин изглежда най-примамлив, тъй като слабо обогатен уран може да се „изгаря“ в технологично прост и удобен реактор използващ за забавител и охладител лека вода (такива са съветските реактори в Козлодуй), а от силно обогатен уран (над 90% 235U) може лесно да се направи проста атомна бомба от артилерийски тип. Оказва се обаче, че изотопното обогатяване на урана е технологично най-сложната от трите схеми.

По време на проекта Манхатън са разработени няколко метода за обогатяване. Най-успешната инсталация за обогатяване е версия на центрофуга, разработена в СССР от група пленени германски физици след Втората световна война. След освобождаването им те възпроизвеждат технологията в Западна Европа, а оттам чрез икономически шпионаж тя попада в Пакистан. Китай усвоява тази технология по време на сътрудничеството си със СССР през 50-те години на миналия век. Първите атомни бомби на Китай и атомните бомби на Пакистан използват силно обогатен уран за атомно гориво (имплозионен тип). Южна Африка разработва собствена технология за обогатяване и произвежда 6 артилерийски бомби, преди да закрие военната си атомна програма.

## Обогатяване
Химическите свойства на различните изотопи на едно вещество са на практика еднакви, а някои физически характеристики се различават поради разликата в теглото им. На тази тънка разлика (при изотопите 235U и 238U тя е само 1,26%) се основават повечето техники за промяна на концентрацията на отделните изотопи, или така нареченото изотопно обогатяване (или просто обогатяване).
Повечето методи за обогатяване използват като работен материал единственото съединение на урана, което при нормални условия е газ – урановият хексафлуорид UF6. Създават се условия, при които молекулите на този газ се подлагат на големи ускорения, при което по-леките молекули, съдържащи атома 235U, се ускоряват до по-висока скорост и пространствено се отделят от по-тежките. Известните методи за обогатяване на UF6 са:
- Центрофугиране
- Газова дифузия
- Аеродинамичен вихров метод (Южна Африка)

Други методи:
- Електромагнитен метод (Калутрон – САЩ)
- Лазерно разделяне (САЩ)
- Химични методи (Франция, Япония)